# Оман на літніх Олімпійських іграх 1984
Оман брав участь у  Літніх Олімпійських іграх 1984 року в Лос-Анджелесі (США) вперше за свою історію. За спортивну честь країни боролися 16 спортсменів-чоловіків у 3 видах спорту (біг на 400 метрів, біг на 1500 метрів, марафон), але жодної медалі не завоювали. Прапороносцем був Мухаммед Аль Бусаїді.